# Roman Bösch
Roman Bösch (* 10. November 1964 in Zofingen) ist ein Schweizer Autor, Schriftsteller und Psychologe.

## Leben
Roman Bösch wurde am 10. November 1964 mit einer seltenen Erbkrankheit geboren, einem Phosphatdiabetes, der bereits im frühen Kindesalter auftritt und er dadurch als Kind und Jugendlicher sich mehrfachen grossen Operationen unterziehen musste. Durch die gestörte Knochenmineralisation kommt es unter anderem zu schweren Skelettdeformitäten sowie Wachstumsverzögerungen. Die klinischen Symptome ähneln der Rachitis.
Seine Kindheit und Jugendzeit hat er in Allschwil und Läufelfingen verbracht. Seit 1976 lebt er in Zürich.
Nach einer Hochbauzeichnerlehre, die er aber nach einem Jahr abbrechen musste und abgeschlossener kaufmännischen Ausbildung, erarbeitete er sich 1990 im Abendstudium die Eidgenössische Matura (TypusB/Latein) auf dem zweiten Bildungsweg. Diese Zeit war immer wieder unterbrochen durch drei grössere Operationen. Nach Abbruch des Medizinstudiums im Jahre 1993 an der Universität Zürich, welches er, infolge seiner schweren Krankheit, die es ihm verunmöglichte, wesentliche Teile des praktischen Studiums zu absolvieren, unglücklich aufgeben musste, betätigte er sich beruflich als Autor, Dozent und Psychologe an einer privaten Universität in Luzern, wo er sich auch den Dr. phil. I (priv. Uni) erarbeitete. Der Titel seiner philosophischen Dissertation: „Von den Ur-Prinzipien der Natur und Religion“ (2001) erhielt viel Anerkennung. Er stieg dort zum Mitglied der Geschäftsleitung als auch zum Verkaufsdirektor auf und nahm vom November 2003 bis Januar 2007 im Verwaltungsrat Einsitz. Mitte 2005 schied er aus der Universität aus.
Am Zürcher Obergericht war er in zwei Fällen als Geschworener tätig. Seit 2007 ist er als Psychologe und Lebensberater in Zürich tätig und widmet sich als Autor seinen Büchern.

## Bücher
Am 21. August 2007 erschien im Knecht Verlag, Freiburg, heute ein Imprint des Karl Alber Verlages innerhalb der Herder Verlagsgruppe, sein Debütroman, eine fiktive Autobiographie Heinrich von Kleists, basierend auf seinen Schriften. "Kleists Geschichte meiner Seele". Im Februar 2012 folgte bei der Edition fabrica libri, Schalksmühle, der philosophische Roman "Agrippas Traum", ein finsteres Zeitgemälde um den Renaissance-Gelehrten Agrippa von Nettesheim, zur Zeit von Pest, Not und menschlicher Verzweiflung.
Im September 2013 kam seine philosophische Utopie "Jenseits von Atlantis" auf den Markt. Vom zerstörerischen Egoismus, hin zu einem wahren Humanismus. Eine interssannte Reise in die Zukunft. Im gleichen Jahr erschien seine polarisierende Autobiographie "Kranke Gesellschaft". Darin beschreibt er offen die Verantwortungslosigkeit von Staat und Institutionen gegenüber seinen Mitbürgern.

## Veröffentlichungen (Auswahl)
- Kleists „Geschichte meiner Seele“. Historischer Roman. Verlag Josef Knecht, Frankfurt 2007, ISBN 3-7820-0901-0
- Agrippas Traum – Nachrichten aus einer finsteren Zeit. Edition fabrica libri (Pomaska-Brand Verlag), Schalksmühle 2012, ISBN 9783935937856
- Jenseits von Atlantis. Eine philosophische Utopie. Edition fabrica libri (Pomaska-Brand Verlag), Schalksmühle 2013, ISBN 9783943304190
- Kranke Gesellschaft. Die Verantwortungslosigkeit von Staat und Institutionen gegenüber seinen Mitbürgern. C.F. Portmann Verlag, Küsnacht 2013, ISBN 9783906014203

## Weblink
- Webseite von Roman Bösch